# Tipula armatipennis napoensis
Tipula armatipennis napoensis is een ondersoort van de tweevleugelige Tipula armatipennis uit de familie langpootmuggen (Tipulidae). De ondersoort komt voor in het Neotropisch gebied.